# Hard Core
Hard Core – pierwszy album studyjny amerykańskiej raperki Lil' Kim, wydany 12 listopada 1996 przez Undeas i Big Beat. Jest to jedyna płyta, z której wydano trzy single.
Album zadebiutował na #11 pozycji w Billboard 200 i został certyfikowany podwójną platyną w 2001. Płytę promowały trzy single „No Time”, „Crush on You” i „Not Tonight”. Ten ostatni był nominowany w 1998 do Nagrody Grammy w kategorii „Grammy Award for Best Rap Performance by a Duo or Group”. Piosenka została wydana na soundtracku do filmu „Nic do stracenia”.

## Lista utworów
1. „Intro in a-Minor” - 2:14
2. „Big Momma Thang” (featuring „Jay-Z” and Lil' Cease) - 4:17
3. „No Time” (featuring „Puff Daddy”) - 5:00
4. „Spend a Little Doe” - 5:35
5. „Take It!” - 0:46
6. „Crush on You” (featuring „The Notorious B.I.G.”. and „Lil' Cease”) - 4:35
7. „Drugs” - 4:20
8. „Scheamin'” - 0:49
9. „Queen Bitch” - 3:17
10. „Dreams” - 4:39
11. „M.A.F.I.A. Land” - 4:37
12. „We Don't Need It” (featuring „Junior M.A.F.I.A.”) - 4:10
13. „Not Tonight” (featuring „Jermaine Dupri”) - 4:31
14. „Player Haters” - 0:43
15. „Fuck You” (featuring „Junior M.A.F.I.A.”) - 2:53
16. „Not Tonight (Ladies Night Remix)” (featuring „Da Brat”, „Angie Martinez”, „Missy Elliott”, „Lisa „Left Eye” Lopes”) - 4:14